# Каппелле-суль-Таво
Каппелле-суль-Таво (італ. Cappelle sul Tavo) — муніципалітет в Італії, у регіоні Абруццо, провінція Пескара.
Каппелле-суль-Таво розташоване на відстані близько 150 км на північний схід від Рима, 60 км на схід від Л'Аквіли, 10 км на захід від Пескари.
Населення — 4033 особи (2014).
Щорічний фестиваль відбувається 17 травня. Покровитель — San Pasquale.

## Демографія
Населення за роками:

Станом на 1 січня 2023 року в муніципалітеті офіційно проживали 232 іноземці з 35 країн, серед них 66 громадян країн Євросоюзу та 22 громадяни України.

## Сусідні муніципалітети
- Читта-Сант'Анджело
- Коллекорвіно
- Монтезільвано
- Москуфо
- Спольторе